# Çarıklar, Köprübaşı
Çarıklar là một xã thuộc huyện Köprübaşı, tỉnh Manisa, Thổ Nhĩ Kỳ. Dân số thời điểm năm 2011 là 99 người.